# Second Life
Second Life (também abreviado por SL) é um ambiente virtual e tridimensional que simula a vida real e social do ser humano através da interação entre avatares. Foi criado em 1999, lançado em 2003 e é mantido pela empresa estadunidense Linden Lab.
A Linden Lab o define como "um mundo virtual em 3D" e sempre enfatiza que o Second Life não é considerado um jogo por não ter um objetivo ou missões específicas, permitindo ao usuário fazer o que preferir. Dependendo do seu uso, pode ser encarado como um jogo, um mero simulador, um comércio virtual ou uma rede social.

## História

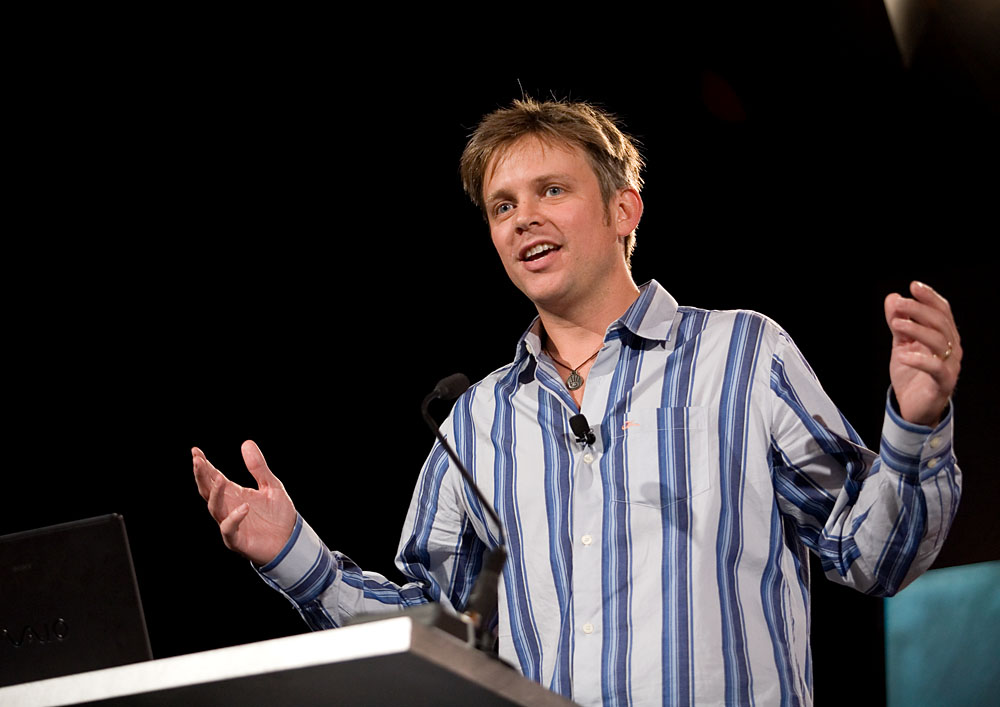
Philip Rosedale, fundador da Linden Lab e criador do Second Life

Em 1999, Philip Rosedale deixou o cargo de vice presidente da RealNetworks para fundar a Linden Lab, uma empresa baseada em São Francisco, California, com o objetivo de desenvolver sistemas de imersão em realidade virtual - muitos dos membros da equipe inicial da empresa eram especialistas em gráficos 3D, física, desenvolvimento de redes e vinham de empresas como a Electronic Arts, Disney, THQ, Acclaim, Hasbro, Mattel e da própria RealNetworks.
Em fevereiro de 2002, a Linden Lab anuncia que iria apresentar o sistema "LindenWorld" na conferência de software DEMO 2002. O LindenWorld seria o embrião do atual Second Life, tendo sido anunciado como "um serviço de entretenimento 3D onde os usuários poderiam não só consumir conteúdo, mas também produzi-lo". A ideia era criar um metaverso realista com elementos como clima, natureza, objetos que obedecessem as leis da física, animais, etc.
Em outubro do mesmo ano, a Linden Lab anuncia a alteração do nome do projeto para Second Life e suas intenções de lançar uma versão beta aberta para testes. O nome "second life" significa em inglês "segunda vida", que pode ser interpretado como uma vida paralela, uma segunda vida além da vida "principal" (a vida real do usuário). Dentro do próprio jogo, o jargão utilizado para se referir à "primeira vida", ou seja, à vida real da pessoa, é "RL" ou "Real Life", que se traduz literalmente por "vida real".
Em junho de 2003, era lançado oficialmente o Second Life, inicialmente com uma assinatura de 14,95 dólares por mês para acessar o serviço, porém, oferecia cinco dias de teste grátis para os novos usuários.

### Crescimento e auge
Entre 2005 e 2006, ele ganhou uma significativa atenção da mídia quando a revista BusinessWeek publicou uma capa onde aparecia Anshe Chung, um avatar do Second Life que fez fortuna real no universo virtual. A dona do avatar Anshe Chung é a empresária chinesa Ailin Graef, que fez fortuna alugando centenas de servidores e ilhas dentro do Second Life e prestando serviços de câmbio de moedas do jogo. O destaque dado pela imprensa gerava curiosidade sobre o Second Life e a quantidade de usuários ativos aumentava gradativamente.
Em 2008, o Second Life atingia seu primeiro pico de público com cerca de 38 mil usuários logados simultaneamente, recorde que seria superado só em 2009 quando só no primeiro trimestre o jogo registrou cerca de 88 mil usuários logados ao mesmo tempo.[carece de fontes?] Também ganhou o Emmy de Tecnologia e Engenharia na categoria de "Conteúdo Criado por Usuários" para videogames do mesmo ano.
Em novembro de 2010, o Second Life atinge a marca de 21 milhões de contas registradas, apesar de um blog especializado afirmar em 2013 que haveriam apenas cerca de 600 mil usuários ativos.
No ano de 2015, o CEO da Linden Lab, Ebbe Altberg disse em entrevista para a revista Vice que "Só no ano passado, os usuários faturaram cerca de 60 milhões de dólares com seus negócios no Second Life" e que o "PIB deste mundo virtual vale algo em torno de 500 milhões de dólares, o que é maior que o PIB de muitos países menores".

### Retomada em 2020
Em 2020, com o isolamento social causado pela pandemia de COVID-19, o Second Life ganhou milhares de novos usuários e viu a volta de diversos usuários antigos como uma maneira alternativa de socializar e "ter uma vida mais normal apesar do que está acontecendo com o mundo lá fora", segundo Altberg.
Ainda em 2020, a Linden Lab anunciou o cancelamento do projeto Sansar, que era anunciado como "o sucessor do Second Life" e era desenvolvido para uso com óculos de realidade virtual e para permitir uma experiência mais imersiva. Os ativos e direitos do projeto foram vendidos para a Wookey Search Technologies.
Alguns especialistas, usuários mais antigos e desenvolvedores da Linden Lab afirmaram que devido ao retorno de muitos usuários e aumento dos números de usuários ativos, a empresa teria decidido em retomar e investir em atualizações e melhorias na plataforma Second Life, ao invés de criar e desenvolver uma nova plataforma do zero.

## Introdução
Após criar sua conta em Second Life e logar pela primeira vez através do client, o usuário surge na Welcome Island, uma região pertencente a Linden Lab para os novos usuários aprenderem a usar os recursos e as funções básicas do SL. A partir desta ilha se pode explorar os arredores, outras ilhas da própria Linden Lab e participar de ações de boas vindas que em vezes podem ser temáticas de acordo com a época do ano (por exemplo: ações temáticas de Halloween em outubro, ações temáticas de Natal e Ano Novo em dezembro, etc). Alguns itens iniciais são encontrados no inventário do avatar, porém, novos itens podem ser comprados ou adquiridos gratuitamente em lojas, ilhas e lugares dentro do próprio Second Life ou através do Second Life Marketplace - um site de compra e venda de itens dentro do SL.

### Regiões

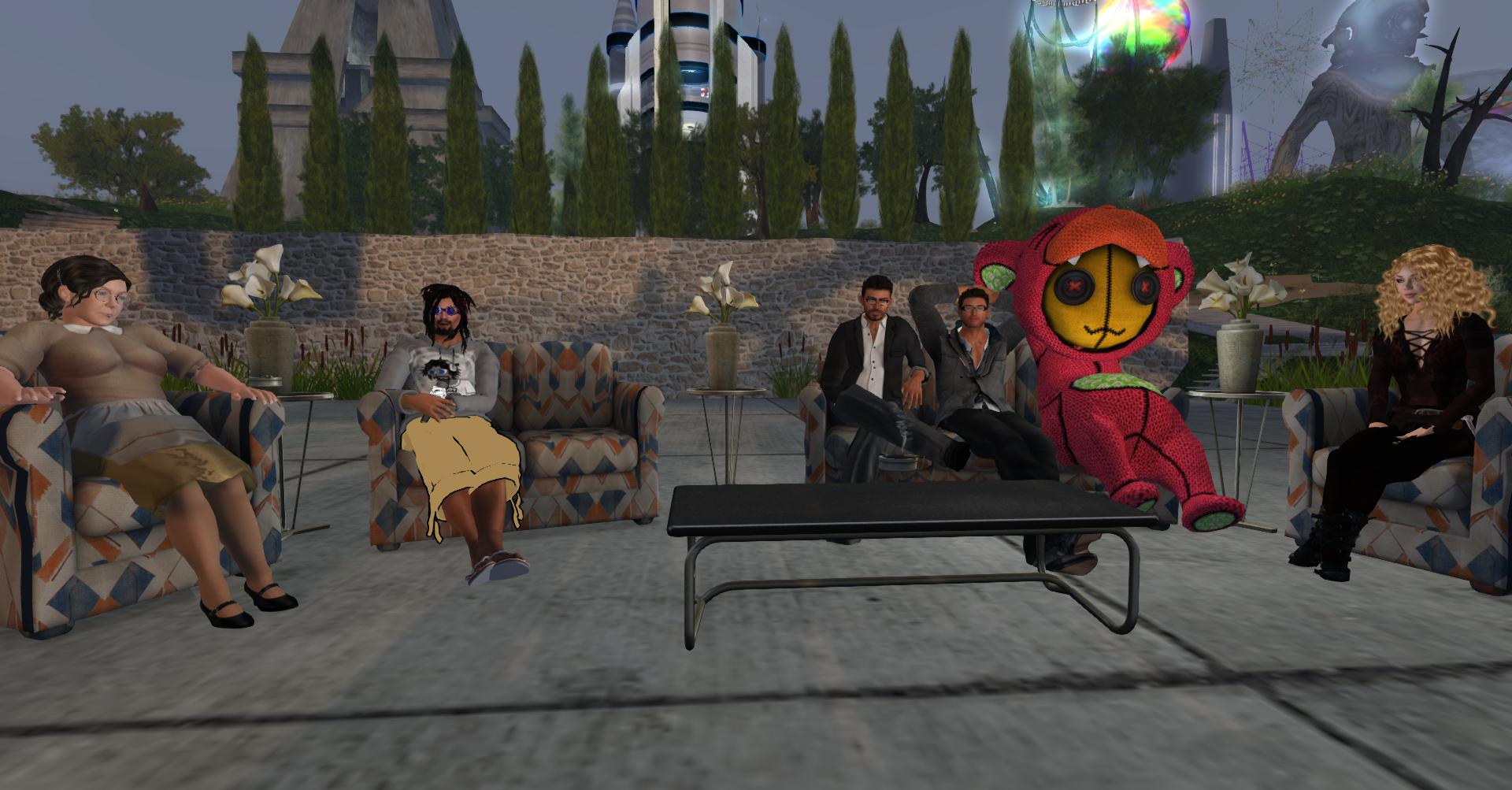
Avatares de Second Life

As regiões (ou sims) são as "ilhas" do jogo. Elas possuem 256 por 256 metros de largura e comprimento, além de 4096 metros de limite de altura. Cada região está hospedada em um servidor e tem uma localização específica dentro do mundo de Second Life, podendo estar anexado a outras regiões (formando continentes ou arquipélagos) ou simplesmente possuindo uma localização remota ou afastada de demais regiões. O sistema de mapas de Second Life exibe e localiza todas as regiões contidas no jogo, com exceção á aquelas em que os administradores configurem como privadas. O acesso pode ser restrito a elas de acordo com a classificação de maturidade.
Manter uma região própria em Second Life pode custar entre 109 e 349 dólares americanos mensais, além de uma taxa de instalação. Estas ilhas podem ser exclusivas para residências de outros avatares, regiões completas para usos mais intensos (que possuem uma demanda mais alta de tráfego, como comércios, clubes, shoppings, etc) ou para cassinos virtuais e jogos de azar (também conhecidos como Skill Gaming regions).

### Terrenos
Dentro das regiões, existem terrenos que podem ser vendidos e alugados por valores semanais ou mensais. Nestes terrenos pode-se construir casas, comércios, edifícios ou vilas para moradores, shopping centers e todo tipo de lugar ou instalação imaginável. Ilhas privadas tendem a oferecer terrenos por valores que podem variar entre 150 e 12.000 lindens (L$) e dão direitos totais aos seus proprietários, desde que estes cumpram as regras da região onde estão localizados.

### Linden dollars (L$)
A moeda oficial do Second Life, o Linden (L$) é uma moeda virtual utilizada para transações, compras e vendas no universo de Second Life. Em média, cada 250 lindens valem 1 dólar americano, podendo estes serem convertidos entre si (de L$ para US$ e de US$ para L$).

### Niveis de maturidade
Second Life é um metaverso livre e aberto para todos os públicos, portanto, jogadores das mais variadas nacionalidades, faixas etárias, gêneros, religiões, etnias e classes sociais podem estar no mesmo universo. Até 2010, havia um grid específico para adolescentes entre 13 e 17 anos chamado "Teen Second Life", porém este foi descontinuado pela Linden Lab durante o programa de corte de gastos.
Para participar de Second Life é preciso ser maior de 16 anos de idade, porém existem niveis de restrição nos sims e ilhas, podendo impedir que certos avatares registrados por menores de idade ou pessoas que não fizeram verificação de idade (age verify) acessem estas - as ilhas são classificadas como:
- General (Geral, anteriormente: PG) - nestas ilhas é proibido nudez, conduta sexual ou violência extrema
- Moderate (Moderada, anteriormente: Mature) - nestas ilhas é permitido algum nível de violência, linguagem ofensiva, nudez, etc
- Adult - estas ilhas são restritas à avatares com idade verificada (age verify) e permitem violência, conteúdo sexual, nudez, etc

### Conta gratuita e conta premium
É possível utilizar o Second Life e todos os seus recursos através das contas gratuitas, apesar desta carregar algumas poucas restrições para os jogadores (como não permitir a compra e posse de terra nos continentes da Mainland ou Premium, acesso a regiões Premium, etc). As contas premium podem ser assinadas por mês (por US$ 11,99), trimestre (por US$ 32,97) ou ano (por US$ 99,00). As contas Premium oferecem algumas vantagens aos avatares como uma remuneração semanal de lindens para gastar onde quiser, presentes e itens exclusivos, residências e regiões exclusivas.

### Criação e edição de itens

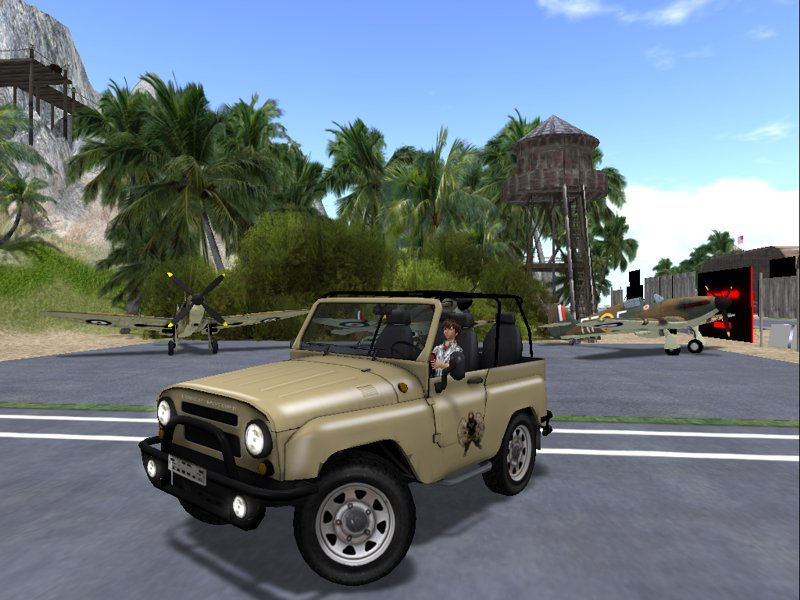
Veículos e aeronaves são um bom exemplo de itens criados e comercializados por outros avatares

Existem regiões conhecidas como "sandbox". Estas são muito utilizadas para editar, construir e testar novos itens, geralmente é um espaço público que lhe permite utilizar um espaço para editar ou construir seus itens. Por exemplo: caso você queira aumentar o tamanho e esticar algum item que você utiliza, você poderá ir até esta região, arrasta-lo para o chão e edita-lo com a ferramenta de edição de objetos.
Além de prims básicos (cubos, triângulos, esferas, meia-esferas, toróides, etc), prims esculpidos podem ser utilizados para a criação e construção de itens. Para animações e acrescentar funções aos objetos, podem ser programados ou utilizados scripts desenvolvidos em linguagem de programação própria para o universo de Second Life, o LSL (Linden Scripting Language).
Desde 2013, a Linden Lab permite a importação de itens criados em malha poligonal de 3D (3D mesh), o que garantiu uma evolução maior na qualidade dos itens postos a venda.

### Compra e venda de itens
É possível encontrar todo tipo de item a venda em Second Life: de roupas a carros, de cabanas a arranha-céus, de armas a aviões de passageiros a jato, dentre outros. Nas regiões, existem milhares de comércios, lojas e revendedores de itens variados, sendo muito populares as lojas de roupas, acessórios e gadgets em geral, além de um intenso comercio de veículos (carros, aeronaves, caminhões e barcos), visto que alguns jogos e sistemas de roleplaying podem requerer o uso destes, além do hobby dos jogadores habituais em dirigir, voar ou navegar pelas estradas da Mainland e ilhas particulares.
Além das lojas físicas, existe o Second Life Marketplace, um site criado pela Linden Lab onde os avatares podem vender suas criações para todos os demais usuários.

### Vocabulário virtual
O Second Life possui alguns termos próprios para denominar objetos e ações dentro do metaverso. Alguns exemplos são os gestures (gestos) que são utilizados para animar e interagir com outros avatares. Prims são elementos e objetos para construção, já Land Impact (LI) é utilizado para denominar o quanto espaço e armazenamento um objeto ou grupo de objetos ocupa na região, Freebies é um termo comum utilizado para denominar itens gratuitos, da mesma maneira que Dollarbies são utilizados para denominar itens que custam apenas 1 Linden dollar, dentre outros termos identificados ao longo do tempo dentro do jogo.

## Tecnologia
Para o metaverso funcionar, há diversos tipos de tecnologias, investimentos e estruturas próprias da Linden Lab e produzidas por terceiros também, como por exemplo o client que permite o acesso ao Second Life.

### Client
Os Clients (ou viewers) são as aplicações em que você pode instalar para acessar o metaverso. A Linden Lab desenvolve o Viewer 3.0 e o distribui oficialmente para Mac OS, Windows e algumas versões mais populares do Linux. A Linden abriu os códigos de seus clients para terceiros em 2007, permitindo que terceiros pudessem desenvolver versões alternativas e melhorias baseadas em seus clients oficiais. Todos utilizam a tecnologia OpenGL para renderizar os gráficos em 3D
Os Third Party Viewers (TPV, ou "viewers criados por terceiros") são clients alternativos que podem ser utilizados para acessar o Second Life. Alguns exemplos como Singularity, Imprudence, Kokua, Firestorm, dentre outros são desenvolvidos por programadores independentes ou grupos de desenvolvedores e possuem recursos diferenciados ou exclusivos para os usuários e mais variados tipos de PC e configurações. A distribuição do código e destes viewers se dá sob a licença LGPL.

### Servidores
Cada região de Second Life roda em um servidor próprio, estes servidores permitem o trafego de avatares, renderização e instalação de objetos, construções e configurações de cada região. Cada item presente no metaverso é considerado um asset (ativo) e possui um UUID, que é um código único que identifica este item, textura, avatar, etc, e os servidores são essenciais para armazenar e renderizar estes itens.

## Grupos
No Second Life, os grupos funcionam como comunidades; podem ser de uma empresa ou até mesmo um grupo de amigos. Criar um grupo custa 100 Linden Dollars, e pode ter muitos membros divididos em um total de dez funções. Duas das funções são obrigatórias em um grupo: Everyone, que são todos os membros que entram no grupo, e Owner, que, além do criador do grupo, pode ter mais pessoas auxiliando com o gerenciamento.

### Educação
Muitas universidades e empresas estão usando Second Life para educar e treinar, inclusive as Universidades de Harvard e Oxford.  Em 2007 o mundo virtual Second Life passou a ser usado como um meio de ensino de línguas estrangeiras. Educadores, tanto em Second Life quanto na vida real, começaram a usar o mundo virtual para ensinar. O inglês (como língua estrangeira) ganhou presença através de várias escolas e cursos, como British Council, voltado para o Teen Grid (um espaço virtual para adolescentes). A língua espanhola e o Instituto Cervantes possuem uma ilha em Second Life. Uma lista de projetos educacionais em Second Life (incluindo algumas escolas de línguas) podem ser encontrados no site SimTeach. Realizada em Março de 2009, a Conferência Internacional teve a participação de 3.647 avatares debatendo intensamente os diferentes usos do Second Life em educação, inclusive com um painel com as experiências de destaque em língua portuguesa no mundo virtual. A ABED - Associação Brasileira de Educação a Distância, contou também com inúmeras atividades realizadas no Second Life.
Todos os projetos acima descritos tiveram pouco retorno efetivo, face ao número de usuários que acessam o Second Life, bem como em razão de que a sua maioria prefere conhecer outras pessoas. Grande parte dos locais onde são mantidos tais projetos permanece em sua maior parte do tempo desertos.
Um exemplo disso foi o desaparecimento das duas ilhas do Banco Bradesco, que mantinha uma espécie de auditório para filmes e aulas de como construir e modelar objetos no Second Life.
Houve poucos usuários participantes, haja vista a dificuldade de se avisar que no local realizavam-se aulas, bem como o horário delas, já que muitos dos usuários do Second Life se dizem irritados com as maciças propagandas de lojas de DJs e, desta forma, saem dos grupos das empresas, para não receberam a cada instante um spam.

### Religião

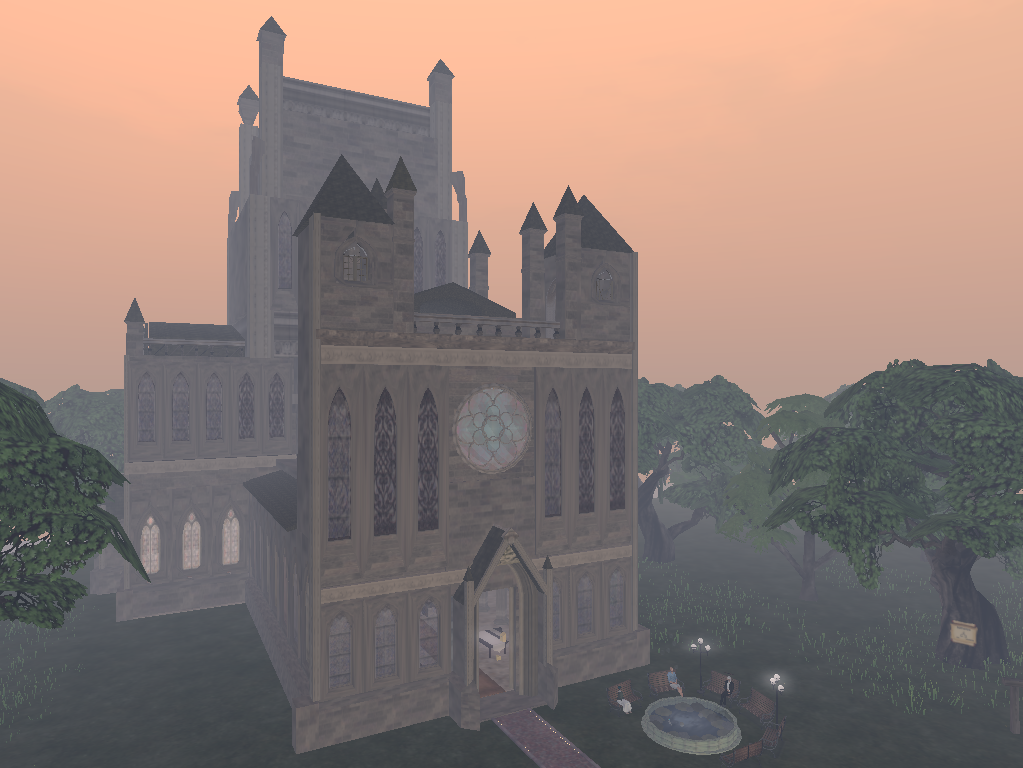
A catedral anglicana do Second Life.

As organizações religiosas também começaram a abrir locais de reuniões virtuais no Second Life. No início de 2007, a LifeChurch.tv, uma igreja cristã sediada em Edmond, Oklahoma, e com onze campus nos EUA, criou a "Experience Island" e abriu seu décimo segundo campus no Second Life.
Em julho de 2007, uma catedral anglicana foi estabelecida e consagrada no Second Life; O Rev. Mark Brown, o chefe do grupo que construiu a catedral, observou que "há um interesse no que chamo de profundidade no cristianismo". A comunidade da catedral realiza cultos regulares e estudos bíblicos, formada por uma congregação de 271 pessoas de todo o mundo.
A Primeira Congregação Universalista Unitária do Second Life foi criada em 2006. Os serviços são realizados regularmente, tornando a Congregação da FUUCSL uma das congregações ativas de maior duração no Second Life.
O site de notícias de propriedade egípcia Islam Online comprou terras no Second Life para permitir que muçulmanos e não muçulmanos realizem o ritual do Hajj em forma de realidade virtual, obtendo experiência antes de realmente fazer a peregrinação a Meca pessoalmente.
O Second Life também oferece vários grupos que atendem às necessidades e interesses de humanistas, ateus, agnósticos e livres - pensadores. Um dos grupos mais ativos é o SL Humanism, que realiza reuniões semanais de discussão no Second Life todos os domingos desde 2006.

## Aparência geral e cenários
Second Life é como uma vida paralela: é possível fantasiar os planos até então impossíveis de serem atingidos na vida real. O cenário do jogo é em terceira dimensão e completamente interativo, onde praticamente qualquer objeto encontrado em sua jornada poderá sofrer a interação do avatar, conforme sua respectiva função.
Os cenários são variados, dependendo do desenho e do gosto de quem criou cada região. Apesar do ambiente possuir um mapa global extenso, a distância não é um problema, pois é possível voar e se teletransportar. É possível, também, correr, abaixar-se, pular, entre outros inúmeros gestos disponíveis. O jogo tem um fuso horário próprio (UTC-7) ou Pacific Meridian Time, o mesmo da Califórnia, onde é sediado o Linden Lab, mantenedor do jogo. Em relação ao horário de Brasília, a diferença é de 4 horas para menos. Se agora no Brasil (verifique seu relógio) são 11:59, no Second Life a hora é 07:59.
O ciclo dia-noite no Second Life, porém, dura apenas 4 horas, período em que o sol nasce e se põe. Nesta última versão lançada em 2010, é possível "configurar" qual horário do dia você quer que seu avatar veja. Esta versão também traz um menu interativo em português.
É possível comprar, ou às vezes encontrar gratuitamente, gestos, roupas, peles, formas de corpo, e também trocar de sexo ou cabelo. Objetos também podem ser encontrados ou comprados: carros, casa, bola, vara de pescar, cadeira, quadros, revistas, jornais, motos etc.
Na maioria dos lugares do mundo virtual do Second Life não há qualquer dano ao personagem, ou seja, mesmo que alguém dê um tiro com uma arma virtual, apesar do barulho ou susto, o personagem não sofrerá qualquer tipo de avaria. Mesmo caindo de centenas de metros de altura, também não há problemas: o avatar levanta-se e pronto. Mas é possível "perder energia" ao levar tiros ou cair em terrenos virtuais onde aparece o ícone de um coração (indicado pela palavra "saúde") na barra superior da tela. Nestes locais, caso o avatar perca 100% de sua "energia", ele volta para a "área de boas-vindas" do Second Life, a região por onde todo avatar entra pela primeira vez no mundo virtual. Esta característica é acionada pelo dono do terreno virtual, e é uma das maneiras de se criar jogos dentro do Second Life. As guerras entre vampiros, lobisomens e outros clãs se dá dentro do metaverso, nas ilhas onde é permitido este tipo de "jogo" (um jogo dentro do "jogo").

## Usabilidade
A usabilidade do Second Life é interativa com quase todos os objetos do cenário, principalmente com aqueles que são colocados ali especialmente para serem usados por outras pessoas, como fontes de distribuição de jornais, revistas, freebies, asas-deltas e outros.
O Second Life pode ser utilizado tanto em visão de primeira pessoa como de terceira pessoa. Ao aumentar o zoom, o avatar deixa de aparecer na tela, sendo substituído por um pequeno alvo, o que aumenta o manuseio de muitos objetos, como armas, por exemplo.

## Polêmicas
Com uma rede social complexa, o Second Life também sofreu críticas da imprensa e opinião pública por não conseguir controlar crimes virtuais como racismo e crimes relacionados à pedofilia.
A  segunda vida  "encantou" a ponto de até mesmo famosas comunidades católicas fazerem da vinda do Papa Bento XVI ao Brasil, em 2007, um motivo para entrarem no serviço, o que levantou questionamentos sobre a legitimidade de tal ação em comunhão com a verdadeira doutrina da Igreja Católica.
Em 2009 houve uma reestruturação generalizada em grande parte de ilhas, principalmente as ilhas que eram mantidas por empresas. Algumas empresas não conseguiram adaptar o conteúdo das ilhas as novas regras impostas pela Linden Labs, muitas regras as quais vieram à tona por questão da ilegalidade de determinados tipos de serviços oferecidos pelas empresas. Um exemplo claro eram os bingos, cassinos e ilhas com oferta e exploração generalizada de jogos de azar (jogatinas). Muitos países, como o Brasil, por exemplo, não permitem, em sua constituição federal, este tipo de serviço. Por isso mesmo, a Linden Labs, obedecendo e seguindo orientações a respeito destas restrições regionais, acabou por mudar os critérios de validação de produtos e serviços disponibilizados em suas "ilhas".